# Créhen
Créhen (bret. Krehen) – miejscowość i gmina we Francji, w regionie Bretania, w departamencie Côtes-d’Armor.
Według danych na rok 1990 gminę zamieszkiwały 1493 osoby, a gęstość zaludnienia wynosiła 82 osoby/km² (wśród 1269 gmin Bretanii Créhen plasuje się na 419. miejscu pod względem liczby ludności, natomiast pod względem powierzchni na miejscu 553.).